# 平伐含笑
平伐含笑（学名：Michelia cavaleriei）为木兰科含笑属下的一个种。